# L'età barbarica
L'età barbarica (in francese L'Âge des ténèbres, in inglese Days of Darkness o The Age of Ignorance) è un film del 2007 diretto da Denys Arcand.

## Trama
Jean-Marc Leblanc è un burocrate, un tempo appassionato sostenitore del movimento per la sovranità del Québec. Sua moglie, Sylvie, e le sue figlie non sono più interessate a lui. Sul lavoro è ripetutamente infastidito dalla sua superiore, Carole, che lo rimprovera per questioni superficiali, come il fatto di fare pause più lunghe del consentito o per aver chiamato "negro" il collega di colore William, anche se Jean-Marc insiste nel dire che la frase è stata decontestualizzata e William non ne è stato personalmente disturbato. Di fronte alla totale mancanza di una vita sessuale, dice ai suoi colleghi di aver smesso di masturbarsi.
Jean-Marc inizia a fantasticare sulle donne e a vendicarsi dei suoi colleghi, condividendo la sensazione che la sua vita si sia rivelata meno di quanto si aspettasse. Una delle sue fantasie ruota intorno a un personaggio di nome Veronica Star, una bella donna con cui si fa la doccia. Attraverso lo speed dating, incontra anche una donna appassionata de Il Signore degli Anelli, che lo porta a una fiera a tema medievale.

## Trilogia
È considerato l'ultimo capitolo della trilogia riguardante temi esistenziali del regista canadese, aperta nel 1986 con Il declino dell'impero americano e proseguita nel 2003 con Le invasioni barbariche, premiato con l'Oscar.

## Distribuzione e riconoscimenti
Presentato fuori concorso al 60º Festival di Cannes, il film ha rappresentato il Canada nella selezione dei candidati all'Oscar al miglior film straniero.